# Impasse de Valmy
Impasse de Valmy är en återvändsgata i Quartier Saint-Thomas-d'Aquin i Paris sjunde arrondissement. Gatan är uppkallad till minne av slaget vid Valmy. Impasse de Valmy börjar vid Rue du Bac 40.

## Omgivningar
- Saint-Thomas-d'Aquin
- Rue de Gribeauval
- Rue Sébastien-Bottin
- Boulevard Saint-Germain
- Rue de Montalembert

## Bilder
| - Saint-Thomas-d'Aquin. - Rue Sébastien-Bottin. |

## Kommunikationer
- Tunnelbana – linje  – Rue du Bac
- Busshållplats Rue du Bac – René Char – Paris bussnät

### Webbkällor
- ”Impasse de Valmy”. Mairie de Paris. https://web.archive.org/web/20160131000823/http://www.v2asp.paris.fr/commun/v2asp/v2/nomenclature_voies/Voieactu/9625.nom.htm. Läst 6 november 2023.
- ”Impasse de Valmy (7ème arrondissement)”. Les rues de Paris. https://web.archive.org/web/20160409060630/http://www.parisrues.com/rues07/paris-07-impasse-de-valmy.html. Läst 6 november 2023.